# Zara Minc

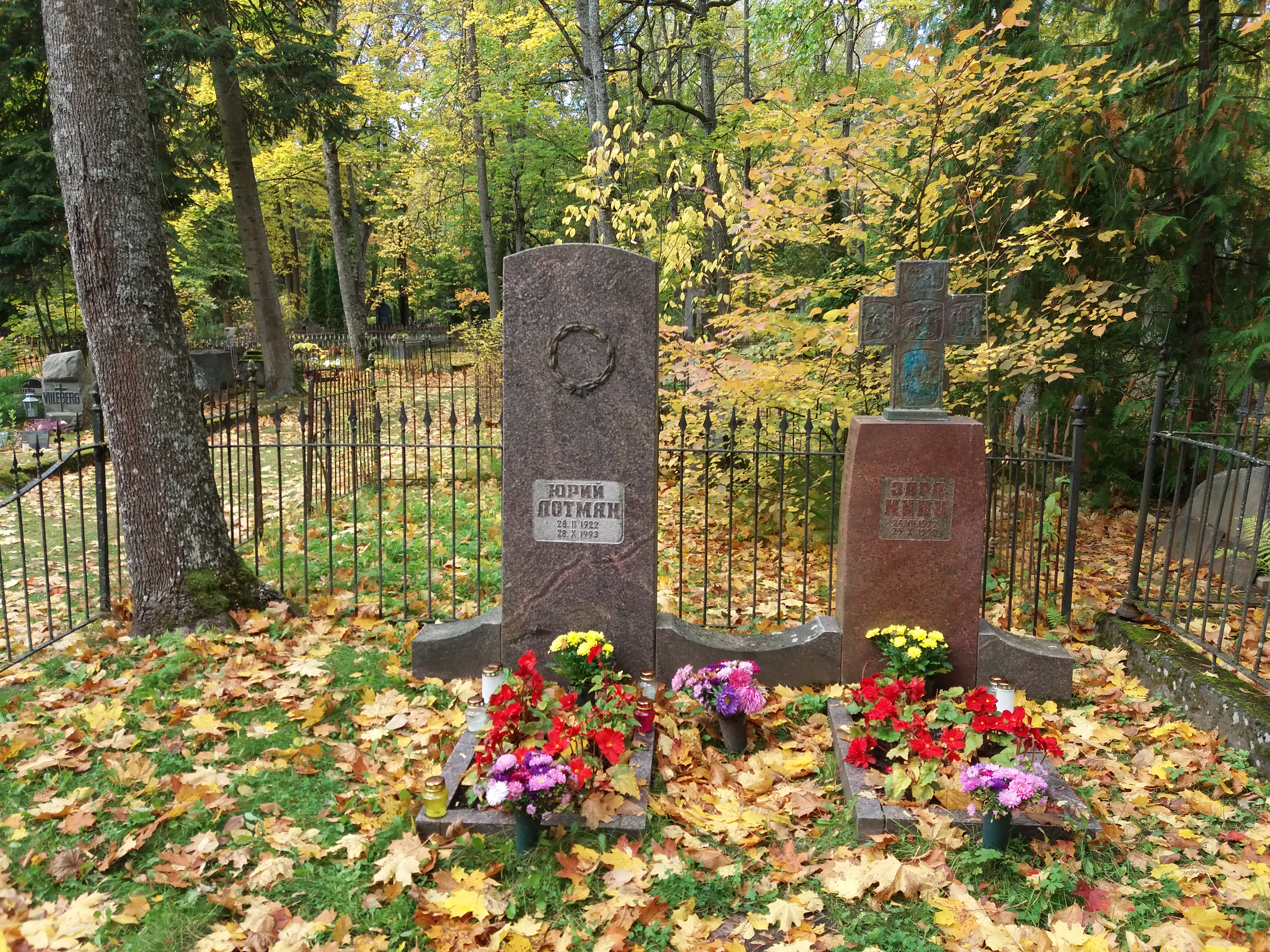
Grób Jurija Łotmana i grób jego żony, Zary Minc - cmentarz Raadi w Tartu

Zara Grigorjewna Minc  (ros.: Зара Григорьевна Минц;  ur. 24 lipca 1927 w Pskowie, zm. 25 października 1990 w Bergamo) – rosyjska semiotyczka i profesor literatury rosyjskiej na Uniwersytecie w Tartu; żona wybitnego semiotyka Jurija Łotmana, z którym współtworzyła prace naukowe, organizując środowisko tzw. tartuskiej szkoły semiotycznej.
W latach 1935–1941 uczęszczała do szkoły średniej w Leningradzie, ale zagrożenia II wojny światowej poskutkowały ewakuacją do obwodu jarosławskiego, a następnie do Czelabińska. W 1944 roku rozpoczęła studia na Uniwersytecie w Leningradzie, gdzie specjalizowała się w twórczości Aleksandra Błoka. Antysemickie nastroje przełomu lat 50./60. uniemożliwiły jej kontynuację studiów – pracowała jako nauczycielka, ale ostatecznie przeprowadziła się z mężem do Tartu (pobrali się w 1951 r.) i tam zaczęła karierę wykładowcy uniwersyteckiego. Jej wykłady dotyczyły rosyjskiej literatury XIX i XX wieku (Czechow, Dostojewski, Błok i in.), pracowała także z mężem nad pracami dotyczącymi semiotyki oraz związków literatury z mitologią.
21.11.1972 obroniła pracę doktorską pt. Aleksandr Blok i russkaja realisticzeskaja literatura XIX wieka, komisja jednak przyznała jej stopień dopiero pięć lat później.
Mówiła po estońsku, choć nie było to powszechne wśród „wyzwolonych” Rosjan, a jej trzej synowie uczęszczali do estońskich szkół.
Zmarła w wyniku komplikacji pooperacyjnych we włoskim Bergamo.